# Ependimocita

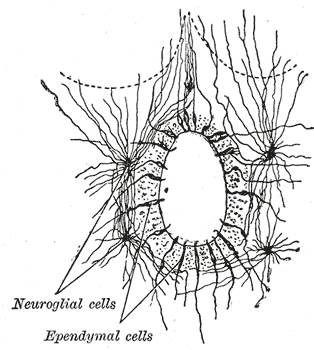
Illustrazione del canale ependimale, in cui sono evidenziate le cellule ependimali e quelle neurogliali

Gli ependimociti o cellule ependimali sono uno dei quattro sottotipi di cellule gliali del sistema nervoso centrale; derivano dallo strato di rivestimento dell'ependima embrionale che tappezza il canale ependimale del midollo spinale e i ventricoli cerebrali.
Esse fanno parte del gruppo di cellule che compongono il tessuto nervoso. Sono cellule epiteliali di forma cilindrica o cuboide, che rivestono i ventricoli del cervello e il condotto centrale del midollo spinale. Il suo citoplasma contiene una grande quantità di mitocondri e filamenti filamentosi intermedi. In alcune regioni queste cellule sono ciliate, una caratteristica che facilita il movimento del liquido cerebrospinale. Nell'embrione, i prolungamenti che derivano dal corpo cellulare raggiungono la superficie del cervello, ma nell'adulto le estensioni sono ridotte e hanno solo terminazioni vicine.
A livello dei ventricoli cerebrali, queste cellule subiscono modifiche e formano i plessi coroidei, il cui scopo è quello di secernere e conservare la composizione chimica del liquido cerebrospinale.